# USS Walke (DD-723)
USS Walke (DD-723) là một tàu khu trục lớp Allen M. Sumner được Hải quân Hoa Kỳ chế tạo trong Chiến tranh Thế giới thứ hai. Nó là chiếc tàu chiến thứ ba của Hải quân Mỹ được đặt theo tên Chuẩn đô đốc Henry A. Walke (1809–1896), người tham gia cuộc Chiến tranh Mexico-Hoa Kỳ và cuộc Nội chiến Hoa Kỳ. Nó đã hoạt động cho đến hết Thế Chiến II, và tiếp tục phục vụ sau đó trong Chiến tranh Triều Tiên và Chiến tranh Việt Nam cho đến khi xuất biên chế năm 1974 và bị bán để tháo dỡ một năm sau đó. Walke được tặng thưởng sáu Ngôi sao Chiến trận do thành tích phục vụ trong Thế Chiến II, thêm bốn Ngôi sao Chiến trận nữa trong Chiến tranh Triều Tiên, và thêm bảy Ngôi sao Chiến trận khác trong Chiến tranh Việt Nam.

## Thiết kế và chế tạo
Walke được đặt lườn tại xưởng tàu của hãng Bath Iron Works Corp. ở Bath, Maine vào ngày 7 tháng 6 năm 1943. Nó được hạ thủy vào ngày 27 tháng 10 năm 1943; được đỡ đầu bởi bà Douglas Dillon, và nhập biên chế tại Xưởng hải quân Boston vào ngày 21 tháng 1 năm 1944 dưới quyền chỉ huy của Trung tá Hải quân John C. Zahm.

## Lịch sử hoạt động

### 1944
Sau khi được trang bị tại Xưởng hải quân Boston, Walke khởi hành vào ngày 12 tháng 2 năm 1944 để đi Washington, D.C., nơi nó viếng thăm từ ngày 14 đến ngày 18 tháng 2 trước khi hướng đến khu vực quần đảo Bermuda để chạy thử máy và huấn luyện. Nó quay trở về Boston, Massachusetts vào ngày 19 tháng 3 để bảo trì trước khi đi đến Norfolk, Virginia để thực tập tiếp nhiên liệu qua mạn tốc độ cao cùng với tàu chở dầu Aucilla (AO-56) dưới sự chứng kiến của các quan chức thuộc Văn phòng Tàu chiến. Sang đầu tháng 4, nó di chuyển từ Hampton Roads đến Key West, Florida, nơi nó thử nghiệm thiết bị sonar mới trong chiến tranh chống tàu ngầm. Hoàn thành nhiệm vụ vào ngày 17 tháng 4, con tàu quay trở lại Norfolk, đến nơi hai ngày sau đó, và trải qua một tháng tiếp theo huấn luyện các ê-kíp hạt nhân thủy thủ đoàn mới cho những tàu khu trục mới được chế tạo.
Vào ngày 12 tháng 5, Walke lên đường đi New York, đến nơi vào ngày hôm sau, để rồi lại lên đường hướng sang vùng biển Châu Âu một ngày sau đó để tham gia cuộc Đổ bộ Normandy. Nó đi đến Greenock, Scotland vào ngày 24 tháng 5, và trong thành phần Đội khu trục 119 nó tham gia cuộc đổ bộ từ ngày 6 tháng 6 đến ngày 26 tháng 6. Trong các ngày 7 và 8 tháng 6, nó đã bắn phá bờ biển, phá hủy các công sự và vị trí súng máy đối phương cũng như giúp đánh trả các đợt phản công của các đơn vị thiết giáp Đức. Trong các ngày 23 và 24 tháng 6, nó hỗ trợ các hoạt động quét mìn trong hoạt động bắn phá Cherbourg và đấu pháo tay đôi với những khẩu đội pháo bờ biển đối phương.
Khi các đơn vị trên bộ của phe Đồng Minh đẩy cuộc chiến lui sâu vào lục địa bên ngoài tầm hải pháo, Walke rời vùng biển Châu Âu vào ngày 3 tháng 7, về đến Xưởng hải quân Boston vào ngày 9 tháng 7; sau khi được sửa chữa, rồi huấn luyện ôn tập ngoài khơi Casco Bay, Maine trước khi khởi hành hướng xuống phía Nam, đi đến Norfolk vào ngày 26 tháng 8. Bốn ngày sau, nó rời Norfolk hộ tống cho tàu sân bay Ticonderoga (CV-14) để đi sang khu vực Mặt trận Thái Bình Dương, ngang qua kênh đào Panama và San Diego, California, đi đến Trân Châu Cảng vào ngày 25 tháng 9. Chiếc tàu khu trục thực hành huấn luyện tại vùng biển quần đảo Hawaii trong gần một tháng, rồi lên đường vào ngày 23 tháng 10 trong thành phần hộ tống cho thiết giáp hạm North Carolina (BB-55). Đi ngang qua Eniwetok và đảo Manus, nó đi đến Ulithi vào ngày 5 tháng 11, nơi nó gia nhập Đội đặc nhiệm 38.4 thuộc Lực lượng Đặc nhiệm 38, lực lượng tàu sân bay nhanh của Đệ tam Hạm đội.
Walke cùng đội đặc nhiệm khởi hành ngay ngày hôm đó cho một loạt các cuộc không kích xuống các mục tiêu tại Philippines. Nó quay trở về Ulithi vào ngày 22 tháng 11, thả neo tại đây cho đến ngày 27 tháng 11, khi nó cùng Đội khu trục 60 lên đường hướng đến Philippines. Nó đi đến vịnh San Pedro tại đảo Leyte vào ngày 29 tháng 11, nơi nó gia nhập Đội đặc nhiệm 77.2 thuộc Đệ thất Hạm đội để hoạt động trong vịnh Leyte. Nó quay trở lại vịnh San Pedro vào ngày 4 tháng 12, ở lại đây cho đến ngày 6 tháng 12, khi nó lên đường cùng Đội đặc nhiệm 78.3 để hỗ trợ cho cuộc đổ bộ lên vịnh Ormoc bên bờ biển phía Tây đảo Leyte. Binh lính của Sư đoàn 77 Bộ binh đổ bộ lên bờ vào ngày 7 tháng 12 mà chỉ gặp sự kháng cự trên bộ yếu ớt, nhưng phía Nhật Bản tung ra những cuộc tấn công tự sát hàng loạt bằng máy bay Kamikaze nhắm vào các tàu chiến tham gia cuộc tấn công. Nó đã trợ giúp cho tàu khu trục Mahan (DD-364), khi ba trong số chín chiếc Kamikaze tấn công đã đâm trúng con tàu bạn; sau khi cứu vớt những người sống sót, nó đánh đắm Mahan bằng ngư lôi và hải pháo. Trên đường quay trở lại vịnh San Pedro vào ngày hôm sau, nó giúp bắn rơi một máy bay tấn công; và sau khi về đến nơi an toàn, nó hoạt động trong khu vực vịnh San Pedro và vịnh Leyte cho đến ngày 13 tháng 12.
Walke lên đường cùng Đội đặc nhiệm 77.3 để hỗ trợ cho cuộc tấn công lên Mindoro, trong thành phần Lực lượng Hỗ trợ gần dưới quyền Chuẩn đô đốc Berkley, bao gồm một tàu tuần dương hạng nặng, hai tàu tuần dương hạng nhẹ và sáu tàu khu trục khác. Nó đi đến ngoài khơi hòn đảo vào ngày 15 tháng 12, hộ tống bảo vệ phòng không và chống tàu ngầm cho các tàu chiến hạng nặng, và đã tham gia phá hủy tàu khu trục Nhật Wakaba bị mắc cạn trước đó. Sau khi hoàn thành nhiệm vụ, nó quay trở lại vịnh Leyte, bị nhiều máy bay đối phương tấn công trên đường đi nhưng đã chống trả có kết quả, và về đến vịnh San Pedro an toàn vào ngày 18 tháng 12.

### 1945

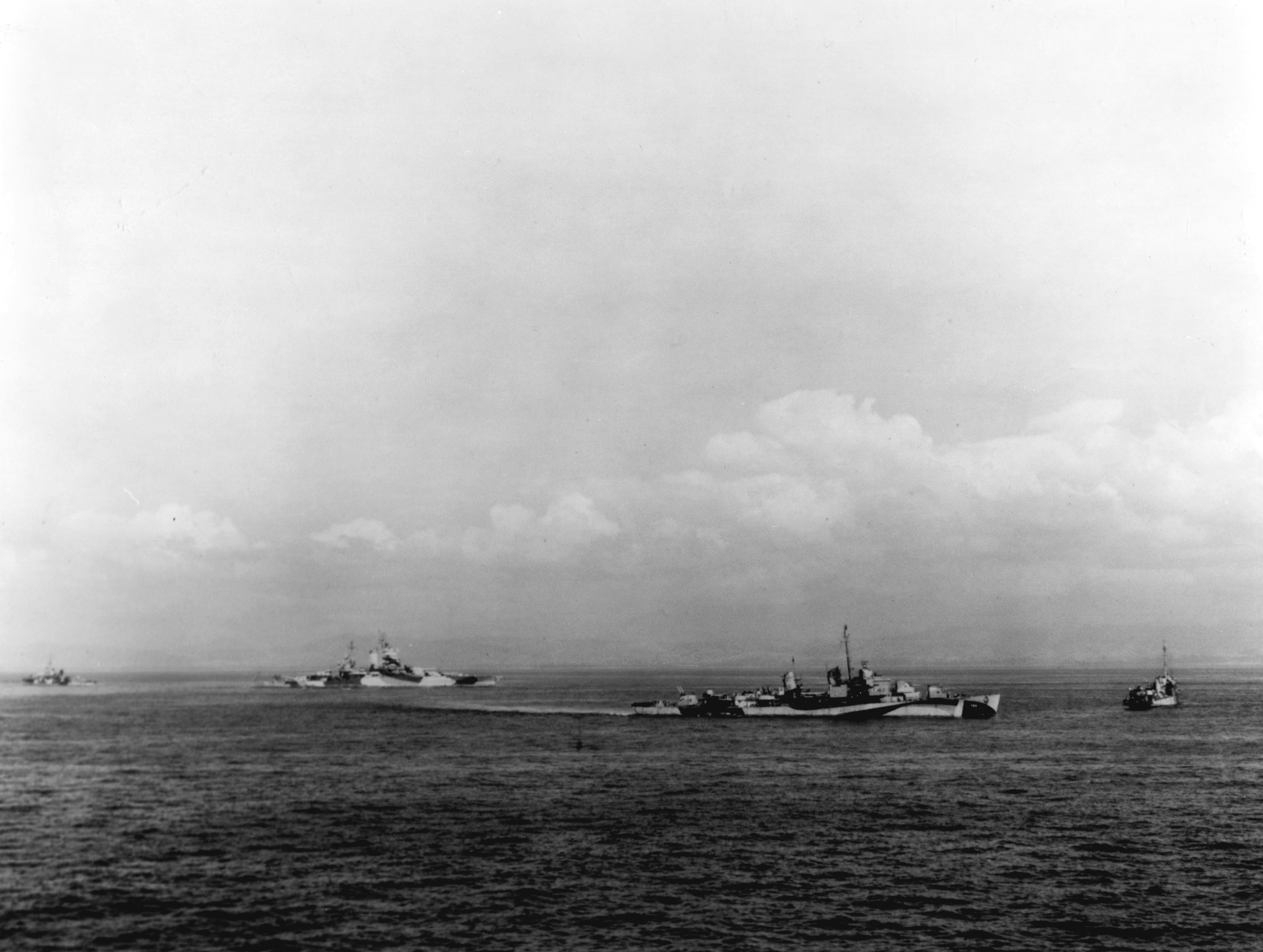
Walke (giữa bên phải), cùng với thiết giáp hạm và hai tàu khu trục khác bảo vệ cho cuộc đổ bộ lên vịnh Lingayen, 9 tháng 1, 1945

Walke ở lại Leyte cho đến ngày 2 tháng 1, 1945, khi nó lên đường hướng sang vịnh Lingayen để tham gia cuộc tấn công lên Luzon. Những tàu quét mìn Hoa Kỳ tiến vào vịnh bốn ngày sau đó, và chiếc tàu khu trục đã hộ tống cho chúng để hỗ trợ hỏa lực và phòng không. Trong ngày hôm đó, bốn máy bay tiêm kích lục quân Nakajima Ki-43 "Oscar" tiếp cận chiếc tàu khu trục từ bên mạn phải phía mũi tàu, bay sát mặt nước. Con tàu đã nổ súng vào những kẻ tấn công, thành công trong việc bắn rơi hai chiếc đi đầu; tuy nhiên chiếc thứ ba cho dù bị bắn trúng nhiều phát vẫn lao vào, đâm trúng cầu tàu của Walke bên mạn trái, bùng lên thành một quả cầu lửa. Quả bom 250 pound (110 kg) nó mang theo không phát nổ nhưng xuyên qua suốt con tàu cạnh trung tâm thông tin tác chiến. Chiếc tàu khu trục bị mất điện, liên lạc vô tuyến và radar, cũng như hệ thống điều khiển hỏa lực dàn pháo chính và ngư lôi.
Hai phút sau khi bị chiếc Kamikaze thứ nhất đâm trúng, chiếc máy bay "Oscar" tấn công tự sát thứ tư tiếp cận từ phía đuôi bên mạn phải; nó bị hỏa lực phòng không của tháp pháo 5-inch số 3 được điều khiển tại chỗ cùng các khẩu Bofors 40 mm và Oerlikon 20 mm bên mạn phải đối đầu. Đối thủ bị bắn cháy và rơi xuống biển trước khi đến được mục tiêu, giúp cho con tàu tránh khỏi bị đâm trúng thêm lần thứ hai. Không lâu sau đó, việc điều khiển con tàu được chuyển sang tháp chỉ huy phụ phía đuôi và các đám cháy được kiểm soát sau 15 phút.
Trong suốt trận chiến, cho dù bị thương nặng và bị bỏng, Hạm trưởng của Walke, Trung tá Hải quân George F. Davis vẫn tiếp tục điều khiển con tàu và chỉ huy những hoạt động của thủy thủ đoàn để cứu con tàu. Chỉ sau khi biết chắc con tàu nổi được và an toàn, ông mới chuyển giao quyền chỉ huy cho hạm phó để được cứu chữa. Trung tá Davis qua đời do vết thương quá nặng nhiều giờ sau đó; ông được truy tặng Huân chương Danh dự do đã hoạt động dũng cảm quên mình, và còn tiếp tục được vinh danh khi tên ông được đặt cho một tàu khu trục lớp Forrest Sherman, chiếc Davis (DD-937).
Walke tiếp tục hoạt động cùng Đội đặc nhiệm 77.2 cho đến khi cuộc đổ bộ diễn ra vào ngày 9 tháng 1. Nó rời khu vực vào ngày hôm sau cùng Đơn vị Đặc nhiệm 78.4.2 để quay trở về Leyte, về đến vịnh San Pedro vào ngày 13 tháng 1. Nó được sửa chữa tạm thời trong hai ngày, rồi lên đường hướng đến quần đảo Admiralty, và tiếp tục được sửa chữa tại Manus từ ngày 18 đến ngày 21 tháng 1. Con tàu tiếp tục hành trình quay trở về Hoa Kỳ ngang qua Trân Châu Cảng, đi vào Xưởng hải quân Mare Island vào ngày 6 tháng 2, nơi nó được sửa chữa triệt để những hư hại trong chiến đấu. Sau khi việc sửa chữa hoàn tất vào ngày 4 tháng 4, chiếc tàu khu trục lại lên đường đi sang vùng chiến sự, ngang qua Trân Châu Cảng, Eniwetok và Ulithi.
Walke tham gia Chiến dịch Okinawa từ ngày 10 tháng 5, thoạt tiên trong vai trò cột mốc radar canh phòng để cảnh báo sớm các cuộc không kích tự sát của đối phương và dẫn đường cho máy bay tiêm kích làm nhiệm vụ tuần tra chiến đấu trên không (CAP). Đến ngày 24 tháng 6, nó được lệnh gia nhập Lực lượng Đặc nhiệm 32, lực lượng hỗ trợ đổ bộ, và hoạt động cho đến ngày 23 tháng 7. Con tàu rời khu vực quần đảo Ryūkyū vào ngày hôm sau hộ tống một lực lượng đặc nhiệm đi đến Leyte, rồi được bảo trì tại vịnh San Pedro từ ngày 28 tháng 7 đến ngày 14 tháng 8. Nó cùng tàu khu trục chị em Barton (DD-722) lên đường để gặp gỡ Lực lượng Đặc nhiệm 38, nhưng chỉ gia nhập Đội đặc nhiệm 38.3 vào ngày 18 tháng 8, ba ngày sau khi Nhật Bản chấp nhận đầu hàng kết thúc cuộc xung đột. Con tàu chuyển sang hộ tống cho Đội đặc nhiệm 38.1 từ ngày 10 tháng 9.

### 1946 - 1950
Walke ở lại vùng biển Nhật Bản cho đến ngày 30 tháng 9, khi nó lên đường quay trở về vùng bờ biển Tây Bắc Hoa Kỳ ngang qua Guam, về đến Seattle, Washington vào ngày 24 tháng 10, và hoạt động dọc theo vùng bờ Tây cho đến mùa Xuân năm sau. Nó khởi hành từ San Diego vào ngày 18 tháng 3, 1946 cho một chuyến đi đến Trân Châu Cảng, quay trờ về San Diego vào ngày 10 tháng 4, và ở lại đây cho đến ngày 13 tháng 5. Nó lại đi đến quần đảo Hawaii vào ngày 19 tháng 5, rồi tiếp tục hành trình hai ngày sau đó hướng sang phía Tây về phía quần đảo Marshall. Con tàu đi đến đảo san hô Bikini vào ngày 26 tháng 5, và trong hai tháng tiếp theo đã tham gia Chiến dịch Crossroads, những cuộc thử nghiệm bom nguyên tử tại hòn đảo này. Nó quay trở về Trân Châu Cảng vào ngày 15 tháng 8, nhưng tiếp tục hành trình ngay ngày hôm sau để quay về vùng bờ Tây, về đến San Diego vào ngày 22 tháng 8. Nó trải qua ba tháng tiếp theo được đại tu tại Xưởng hải quân Mare Island.
Sau khi hoàn tất việc đại tu, Walke quay trở lại San Diego vào ngày 15 tháng 11, và ở lại đây cho đến hết năm đó. Vào ngày 6 tháng 1, 1947, nó rời San Diego để đi Trân Châu Cảng, nơi nó hoạt động cùng tàu sân bay Tarawa (CV-40), và sau đó là với chiếc Shangri-La (CV-38), trong một nhiệm vụ đặc biệt do Tư lệnh Không lực Hạm đội Thái Bình Dương đỡ đầu. Hoàn thành nhiệm vụ này vào ngày 1 tháng 5, nó tham gia một đơn vị được cử đến Sydney, Australia để tham dự lễ kỷ niệm Trận chiến biển Coral. Con tàu quay trở về San Diego vào giữa tháng 6, và được cho xuất biên chế tại đây vào ngày 30 tháng 6, 1947.

### Chiến tranh Triều Tiên

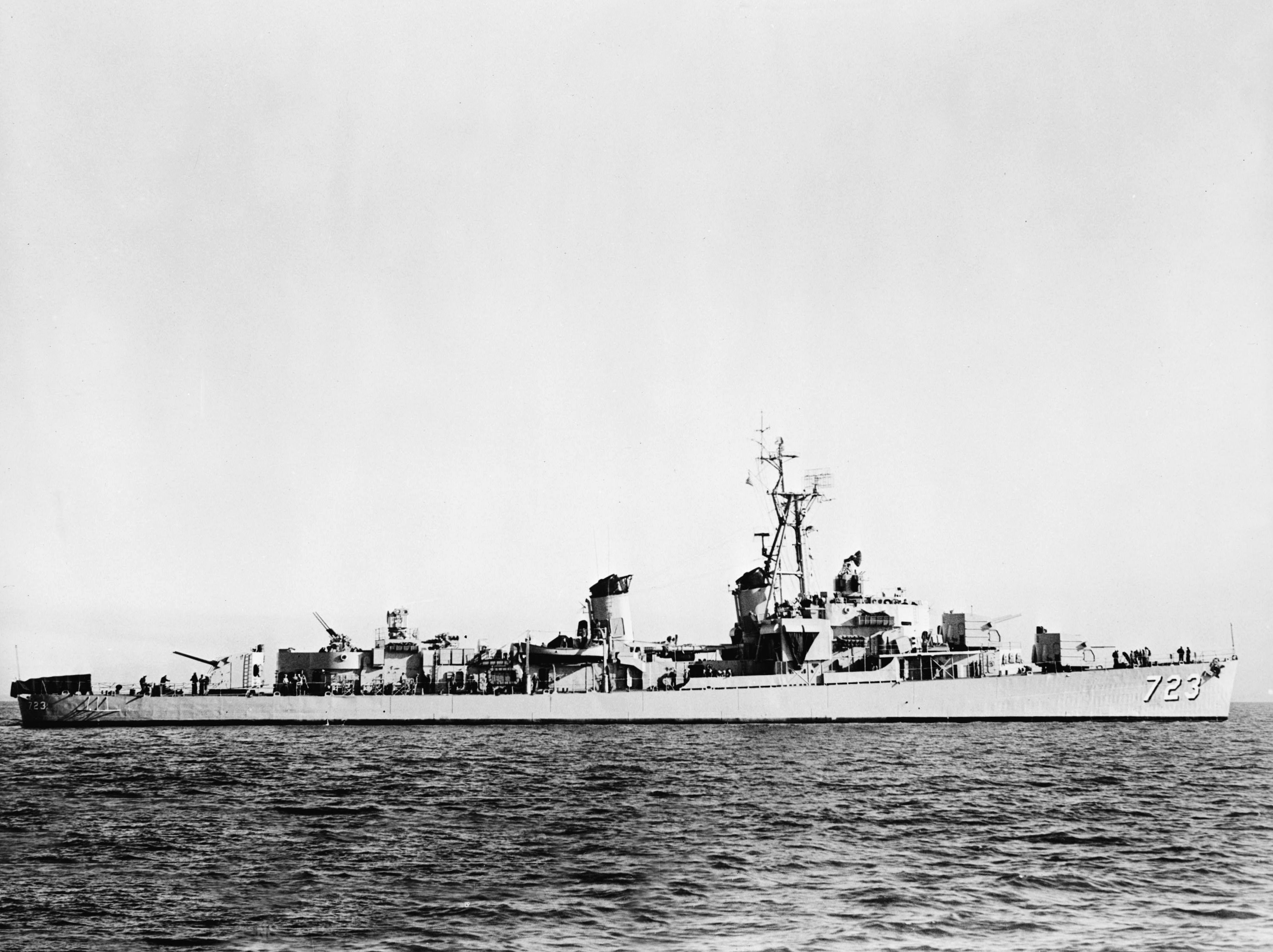
USS Walke ngoài khơi Triều Tiên, khoảng năm 1952-1953.

Sau khi bị bỏ không gần ba năm cùng Đội San Diego, Hạm đội Dự bị Thái Bình Dương, Walke được cho nhập biên chế trở lại vào ngày 5 tháng 10, 1950 dưới quyền chỉ huy của Hạm trưởng, Trung tá Hải quân Marshall F. Thompson. Sau khi hoàn tất việc chạy thử máy huấn luyện dọc theo vùng bờ Tây, nó rời San Diego vào ngày 2 tháng 1, 1951 để hướng sang khu vực Viễn Đông, bắt đầu một lượt phục vụ kéo dài sáu tháng trong cuộc Chiến tranh Triều Tiên. Nó sửa chữa những hư hại sau khi trải qua một cơn bão trên đường đi tại Yokosuka, Nhật Bản trước khi gia nhập Lực lượng Đặc nhiệm 77 ngoài khơi bờ biển Triều Tiên.
Ngoài nhiệm vụ hộ tống chống tàu ngầm cho các tàu sân bay nhanh thuộc Lực lượng Đặc nhiệm 77, Walke còn di chuyển gần bờ tham gia hoạt động phong tỏa các cảng đối phương như Wonsan, Songjin, Chongjin và Chuminjin, đồng thời bắn phá các tuyến đường giao thông đường bộ và đường sắt. Đang khi di chuyển cùng Lực lượng Đặc nhiệm 77 cách 60 mi (97 km) ngoài khơi bờ biển Triều Tiên vào ngày 12 tháng 6, nó trúng phải một quả mìn hoặc một quả ngư lôi, làm hư hại nặng lườn tàu bên mạn trái, làm thiệt mạng 26 thành viên thủy thủ đoàn và làm bị thương thêm 40 người khác.
Walke được sửa chữa tạm thời tại Sasebo trước khi lên đường quay trở về Hoa Kỳ, rồi đi vào Xưởng hải quân Mare Island vào tháng 7 để được sửa chữa triệt để, cũng như hoàn tất một đợt đại tu. Con tàu quay trở lại vùng chiến sự Triều Tiên vào tháng 6, 1952, tiếp tục vai trò hộ tống cho Lực lượng Đặc nhiệm 77, xen kẻ với những hoạt động bắn phá bờ biển. Đợt hoạt động này kéo dài cho đến tháng 1, 1953, khi nó quay trở về Long Beach, California, và tiến hành những hoạt động thường lệ dọc theo vùng bờ Tây. Đến tháng 7, chiếc tàu khu trục lại tham gia cùng Lực lượng Đặc nhiệm 77 ngoài khơi bờ biển Triều Tiên để hộ tống các tàu sân bay nhanh; tuy nhiên vào lúc này, một thỏa thuận ngừng bắn đã được các bên can dự ký kết, nên các hoạt động của nó diễn ra trong bối cảnh thanh bình.

### 1954 - 1965
Trong khoảng thời gian từ khi Chiến tranh Triều Tiên kết thúc vào tháng 7, 1953 cho đến khi xảy ra Sự kiện vịnh Bắc Bộ vào tháng 8, 1964 làm leo thang cuộc xung đột tại Việt Nam, Walke luân phiên những lượt bố trí phục vụ trong thời bình tại khu vực Tây Thái Bình Dương với những hoạt động thường lệ tại vùng bờ Tây Hoa Kỳ ngoài khơi Long Beach. Trong giai đoạn này, nó đã sáu lần được phái sang Viễn Đông, hoạt động như một đơn vị thuộc Đệ Thất hạm đội, và thường trong thành phần một lực lượng hộ tống chống tàu ngầm cho các tàu sân bay thuộc Lực lượng Đặc nhiệm 77. Nó đôi khi cũng được huy động vào nhiệm vụ tuần tra tại eo biển Đài Loan, và cũng thường xuyên viếng thăm các cảng như Sasebo và Yokosuka tại Nhật Bản và vịnh Subic thuộc Philippines. Trên đường quay về nhà sau lượt hoạt động năm 1956-1957, nó chuyển hướng xuống Nam Thái Bình Dương để viếng thăm Brisbane, Australia trước khi quay trở về Long Beach vào ngày 28 tháng 4, 1957.
Khi không được bố trí sang Viễn Đông, Walke hoạt động dọc theo vùng bờ Tây, tiến hành các cuộc huấn luyện chống tàu ngầm và tác xạ cùng các buổi thực hành độc lập; tuy nhiên nó trải qua phần lớn thời gian ở cảng nhà để đại tu và sửa chữa. Vào năm 1961, nó trải qua một đợt nâng cấp theo Chương trình Hồi sinh và Hiện đại hóa Hạm đội II (FRAM: Fleet Rehabilitation and Modernization), khi những cảm biến và vũ khí chống tàu ngầm được nâng cấp, bao gồm dàn phóng ngư lôi mới, trung tâm thông tin hành quân được hiện đại hóa, bổ sung sàn đáp và hầm chứa phía sàn sau để mang theo một máy bay trực thăng không người lái Gyrodyne QH-50 DASH chống tàu ngầm, và tăng cường một bộ sonar với độ sâu thay đổi.
Walke khởi hành từ Long Beach vào ngày 24 tháng 3, 1965 để hướng sang Viễn Đông, ghé qua Trân Châu Cảng trước khi đi đến Yokosuka, Nhật Bản vào ngày 30 tháng 4. Nó lại lên đường vào ngày 4 tháng 5 để hướng sang Philippines, đi vào vịnh Manila vào ngày 10 tháng 5, nơi nó tham gia cùng các tàu chiến khác thuộc hải quân các nước trong Khối SEATO. Lên đường hai ngày sau đó, lực lượng này tham gia cuộc tập trận "Sea Horse", trước khi nó đi đến Bangkok, Thái Lan vào ngày 22 tháng 5, thực hiện chuyến viếng thăm cảng trong hai ngày. Con tàu quay trở lại vịnh Subic, Philippines vào ngày 28 tháng 5, và sang tháng 6 nó đã ghé thăm Hong Kong trên đường hướng sang Sasebo, Nhật Bản để bảo trì. Nó ở lại các cảng Nhật Bản cho đến đầu tháng 7, rồi viếng thăm Cao Hùng, Đài Loan và trải qua một giai đoạn bốn tuần lễ tuần tra tại eo biển Đài Loan.

### Chiến tranh Việt Nam
Walke trực tiếp can dự vào cuộc chiến tranh vào tháng 8, 1965, khi nó phục vụ hộ tống chống tàu ngầm cho Đội đặc nhiệm 70.4 tại Trạm Yankee trong vịnh Bắc Bộ. Nó rời vùng biển Việt Nam vào ngày 17 tháng 8, trải qua năm ngày bảo trì tại vịnh Subic trước khi quay trở lại Trạm Yankee vào ngày 27 tháng 8, tiếp tục phục vụ chống tàu ngầm cho Đội đặc nhiệm 70.4. Đến ngày 4 tháng 9, con tàu tiến gần bờ biển để hỗ trợ hải pháo cho lực lượng chiến đấu trên bộ, nhiệm vụ này kéo dài cho đến ngày 9 tháng 9, khi nó gia nhập trở lại Đội đặc nhiệm 70.4 tại Trạm Yankee. Đi đến Yokosuka vào ngày 19 tháng 9, con tàu được bảo trì trong bốn ngày trước khi khởi hành vào ngày 23 tháng 9 để quay trở về Hoa Kỳ.
Walke trải qua thời gian còn lại của năm 1965 và những tháng đầu năm 1966 cho những hoạt động thường lệ dọc theo vùng bờ Tây, hầu hết là những lượt thực tập chống tàu ngầm. Nó rời Long Beach vào ngày 9 tháng 6 cho một đợt bố trí khác sang khu vực Tây Thái Bình Dương; tuy nhiên, đang khi băng qua phá nước phía ngoài cảng, một đám cháy lớn xảy ra trong phòng nồi hơi phía sau. Những nỗ lực của đội kiểm soát hư hỏng đã dập tắt được đám cháy, nhưng đang khi được kéo quay trở lại cảng Long Beach vào ngày 10 tháng 6, dây cáp bị đứt và con tàu bị mắc cạn. Cuối ngày hôm đó, chiếc tàu khu trục đi vào Xưởng hải quân Long Beach để sửa chữa những hư hỏng của cả hệ thống động lực lẫn lườn tàu.
Hoàn tất việc sửa chữa vào ngày 18 tháng 7, Walke được tiếp liệu và chất đạn dược trước khi lên đường đi sang Viễn Đông, ghé qua Yokosuka một chặng ngắn vào ngày 3 tháng 8 để tiếp nhiên liệu trước khi đi đến Sasebo hai ngày sau đó. Nó ở lại đây cho đến ngày 8 tháng 8, khi nó lên đường đi sang Trạm Yankee để gia nhập thành phần hộ tống chống tàu ngầm cho Đội đặc nhiệm 77.9. Nó tách khỏi đội đặc nhiệm vào ngày 16 tháng 8 để đi Cao Hùng, Đài Loan, và làm nhiệm vụ tuần tra eo biển Đài Loan cho đến ngày 12 tháng 9, khi nó quay trở lại Trạm Yankee. Chỉ ba ngày sau, một cơn bão đã khiến con tàu phải đi đến ẩn náu tại vịnh Subic. Nó lại phục vụ cùng Đội đặc nhiệm 77.9 từ ngày 17 đến ngày 22 tháng 9, khi nó đi đến vùng biển ngoài khơi Luzon để tham gia cuộc tập trận "Silverskate" của Khối SEATO.
Walke quay trở lại vùng biển Việt Nam vào ngày 29 tháng 9, và đã trực chiến gần bờ để hỗ trợ hải pháo cho lực lượng trên bộ; nhiệm vụ này kéo dài cho đến ngày 4 tháng 10, khi nó quay trở lại Philippines cho một lượt tập trận khác cùng Khối SEATO trước khi đi vào vịnh Subic, nơi nó được bảo trì cạnh tàu tiếp liệu khu trục Bryce Canyon (AD-36). Nó rời vịnh Subic vào ngày 18 tháng 10 và đi đến Trạm Yankee vào ngày 20 tháng 10, nơi nó phục vụ cùng các tàu sân bay trong tám ngày. Sau khi ghé qua Hong Kong nó lên đường hướng đến Đài Loan, và trong bốn tuần lễ tiếp theo đã làm nhiệm vụ tuần tra eo biển Đài Loan. Hoàn tất nhiệm vụ vào ngày 1 tháng 12, nó khởi hành đi Yokosuka, nơi con tàu được bảo trì từ ngày 6 đến ngày 9 tháng 12, rồi lên đường quay trở về nhà. Nó về đến Long Beach vào ngày 20 tháng 12.

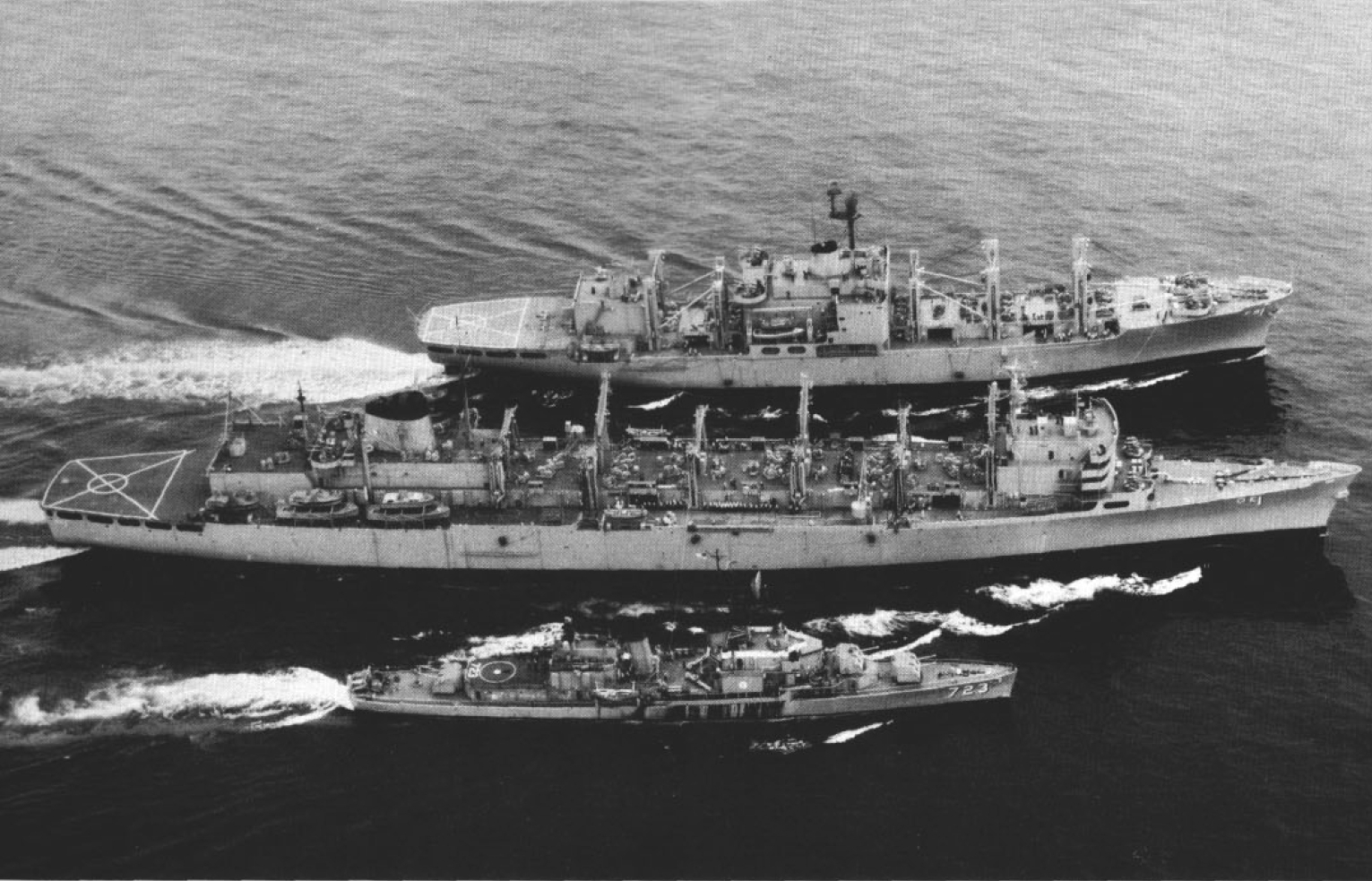
Tàu chở dầu đang tiếp nhiên liệu cho và Walke, khoảng năm 1966.

Walke hoạt động thường lệ tại chỗ từ Long Beach trong bảy tháng tiếp theo, hầu hết dành cho các cuộc tập trận chống tàu ngầm cùng các tàu sân bay. Nó rời Long Beach để hướng sang khu vực Tây Thái Bình Dương vào ngày 17 tháng 8, đi ngang qua Trân Châu Cảng, và đi đến Yokosuka vào ngày 24 tháng 9. Nó hoạt động thực hành chống tàu ngầm từ các cảng Nhật Bản cho đến ngày 18 tháng 10, khi nó khởi hành đi sang Trạm Yankee, và gia nhập Lực lượng Đặc nhiệm 77 trong vịnh Bắc Bộ vào ngày 23 tháng 10. Con tàu hoạt động trong thành phần hộ tống chống tàu ngầm cho các tàu sân bay cho đến ngày 14 tháng 11, khi nó rút lui về Philippines, và đi đến vịnh Subic vào ngày 16 tháng 11, ở lại đây trong mười ngày để được bảo trì. Sau đó nó lại ra khơi tham gia một cuộc tập trận chống tàu ngầm "Silverskate" khác, hoàn tất vào ngày 28 tháng 11.
Walke quay trở lại khu vực vịnh Bắc Bộ để tiếp tục phục vụ cùng các tàu sân bay tại Trạm Yankee; nhiệm vụ này kéo dài cho đến ngày 11 tháng 12, khi chiếc tàu khu trục áp sát bờ biển để hỗ trợ cho binh lính chiến đấu trên bộ tại khu vực trách nhiệm của Quân đoàn 1. Đến ngày 17 tháng 12, nó di chuyển lên phía Bắc áp sát khu phi quân sự phân cách giữa hai miền Bắc và Nam Việt Nam để hỗ trợ cho lực lượng đang tác chiến tại khu vực lân cận. Nó rời vùng biển Việt Nam vào ngày 19 tháng 12 để đi Sasebo, và đến nơi vào ngày 23 tháng 12.
Walke khởi hành từ Sasebo vào ngày 3 tháng 1, 1968 để quay trở lại vùng biển Việt Nam, đi đến vùng chiến sự vào ngày 7 tháng 1, và trải qua một tháng tiếp theo hoạt động trong vai trò bắn hải pháo hỗ trợ cho cuộc chiến trên bộ. Nó lên đường đi Sasebo vào ngày 20 tháng 2, nơi con tàu được bảo trì, và tiếp nối bằng những lượt thực tập chống tàu ngầm trong biển Nhật Bản. Nó lên đường quay trở về Hoa Kỳ vào ngày 24 tháng 3, và về đến Long Beach vào ngày 6 tháng 4. Chiếc tàu khu trục đi vào Xưởng hải quân Long Beach vào ngày 14 tháng 5 cho một đợt đại tu kéo dài bốn tháng, và sau khi hoàn tất vào tháng 9, nó chạy thử máy rồi hoạt động thường lệ dọc theo vùng bờ Tây Hoa Kỳ.
Walke khởi hành từ Long Beach vào ngày 29 tháng 3, 1969 cho lượt biệt phái cuối cùng sang khu vực Tây Thái Bình Dương, đi ngang qua Trân Châu Cảng và đi đến Yokosuka vào ngày 26 tháng 4. Nó lại lên đường vào ngày 30 tháng 4 để đi sang vịnh Bắc Bộ, nơi nó gia nhập cùng các tàu sân bay nhanh vào ngày 5 tháng 5 và phục vụ chống tàu ngầm cho đến ngày 15 tháng 5. Chiếc tàu khu trục đi đến vịnh Subic để bảo trì, rồi viếng thăm cảng Manila trước khi trở ra khơi vào ngày 26 tháng 5 tham gia cuộc Tập trận "Sea Spirit" của Khối SEATO. Nó quay trở lại vịnh Subic vào ngày 7 tháng 6, ở lại đây cho đến ngày 10 tháng 6, khi nó quay trở lại vùng biển Việt Nam sau khi ghé qua Cao Hùng, Đài Loan. Nó đi đến Trạm Yankee vào ngày 19 tháng 6, nơi nó phục vụ chống tàu ngầm cho Đội đặc nhiệm 77.3 cho đến tháng 7. Con tàu viếng thăm Cao Hùng một lần nữa từ ngày 7 đến ngày 15 tháng 7, trước khi đi đến Sasebo vào ngày 17 tháng 7.
Walke rời Sasebo vào ngày 18 tháng 7 để tham gia cuộc Tập trận "Sea King", trước khi quay trở lại Sasebo một thời gian ngắn. Nó lên đường quay trở lại vùng biển Việt Nam và đi đến Trạm Yankee vào ngày 25 tháng 7, phục vụ tại đây cho đến ngày 7 tháng 8, khi nó đi đến Cao Hùng và viếng thăm cảng này từ ngày 8 đến ngày 14 tháng 8. Con tàu tiếp tục viếng thăm Hong Kong từ ngày 15 đến ngày 22 tháng 8, rồi quay trở lại Trạm Yankee vào ngày 25 tháng 8 và phục vụ tại đây cho đến ngày 21 tháng 9. Nó đi đến vịnh Subic vào ngày 23 tháng 9, và ở lại căn cứ này trong năm ngày trước khi quay trở lại vùng chiến sự tại Việt Nam. Nó hỗ trợ hải pháo cho cuộc chiến tại khu vực trách nhiệm của Quân đoàn 1 và Đà Nẵng cho đến ngày 4 tháng 10, khi nó lên đường đi Nhật Bản.
Walke được bảo trì tại Sasebo từ ngày 9 đến ngày 17 tháng 10, rồi lên đường để tập trận cùng tàu sân bay Constellation (CV-64) trong biển Nhật Bản. Sau khi viếng thăm Sasebo cùng một chặng dừng tại Okinawa, nó đi đến Yokosuka để chuẩn bị cho hành trình quay trở về nhà. Chiếc tàu khu trục khởi hành vào ngày 6 tháng 11 để quay về vùng bờ Tây, ghé qua Midway và Trân Châu Cảng trước khi về đến Long Beach vào ngày 21 tháng 11.
Walke tiếp tục hoạt động tại chỗ dọc theo vùng bờ Tây trong năm phục vụ sau cùng. Nó được cho xuất biên chế tại Xưởng hải quân Puget Sound vào ngày 30 tháng 11, 1970, và được đưa về Đội Columbia River thuộc Hạm đội Dự bị Thái Bình Dương. Tên nó được cho rút khỏi danh sách Đăng bạ Hải quân vào ngày 1 tháng 2, 1974, và con tàu được bán cho hãng General Metals tại Tacoma, Washington vào ngày 16 tháng 4, 1975 để tháo dỡ.

## Phần thưởng
Walke được tặng thưởng sáu Ngôi sao Chiến trận do thành tích phục vụ trong Thế Chiến II, bốn Ngôi sao Chiến trận trong Chiến tranh Triều Tiên, và thêm bảy Ngôi sao Chiến trận khác trong Chiến tranh Việt Nam.